# 大协炮楼
大协炮楼，位于山东省新泰市小协镇。是中华人民共和国山东省省级文物保护单位之一。
大协炮楼曾于2006年列入第二批泰安市文物保护单位。
2013年，列入第四批山东省文物保护单位，该文物保护单位是一座近现代重要史迹及代表性建筑。